# 岩崎かおり

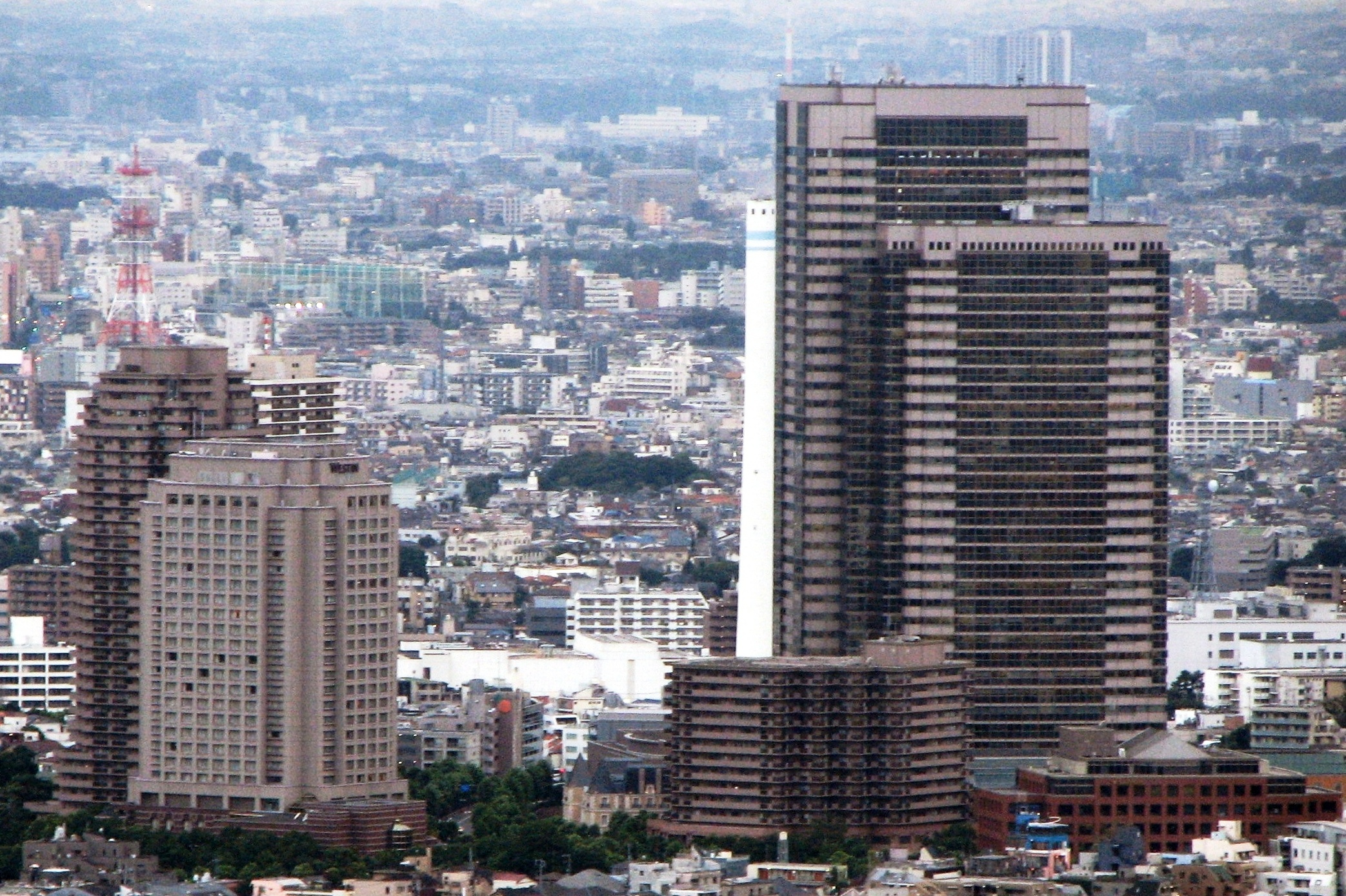
岩崎かおりが代表取締役社長を務める『THE ART』が入る恵比寿ガーデンプレイス

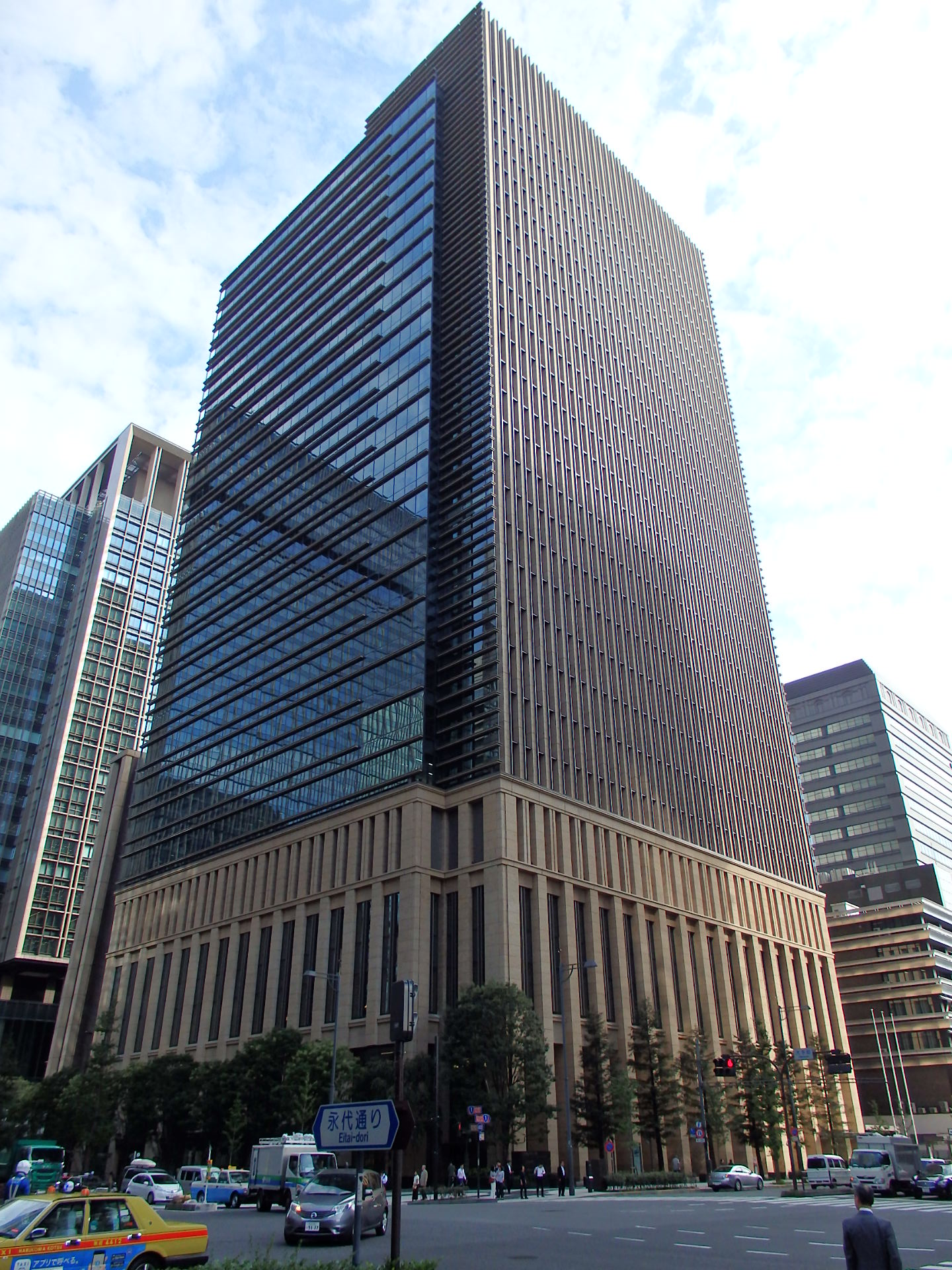
岩崎かおりが務めていたSMBC信託銀行

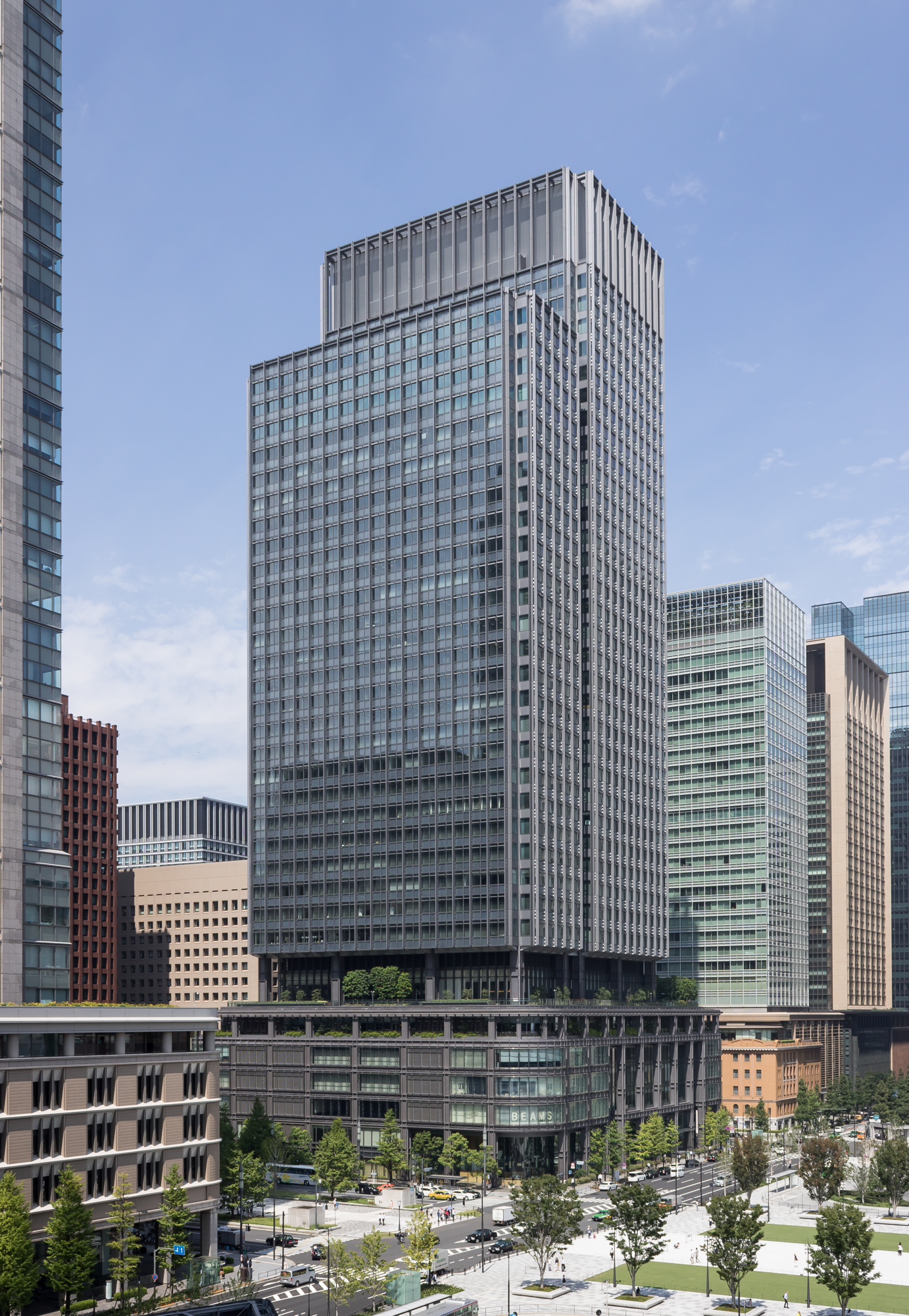
岩崎かおりが務めていたSMBC日興証券

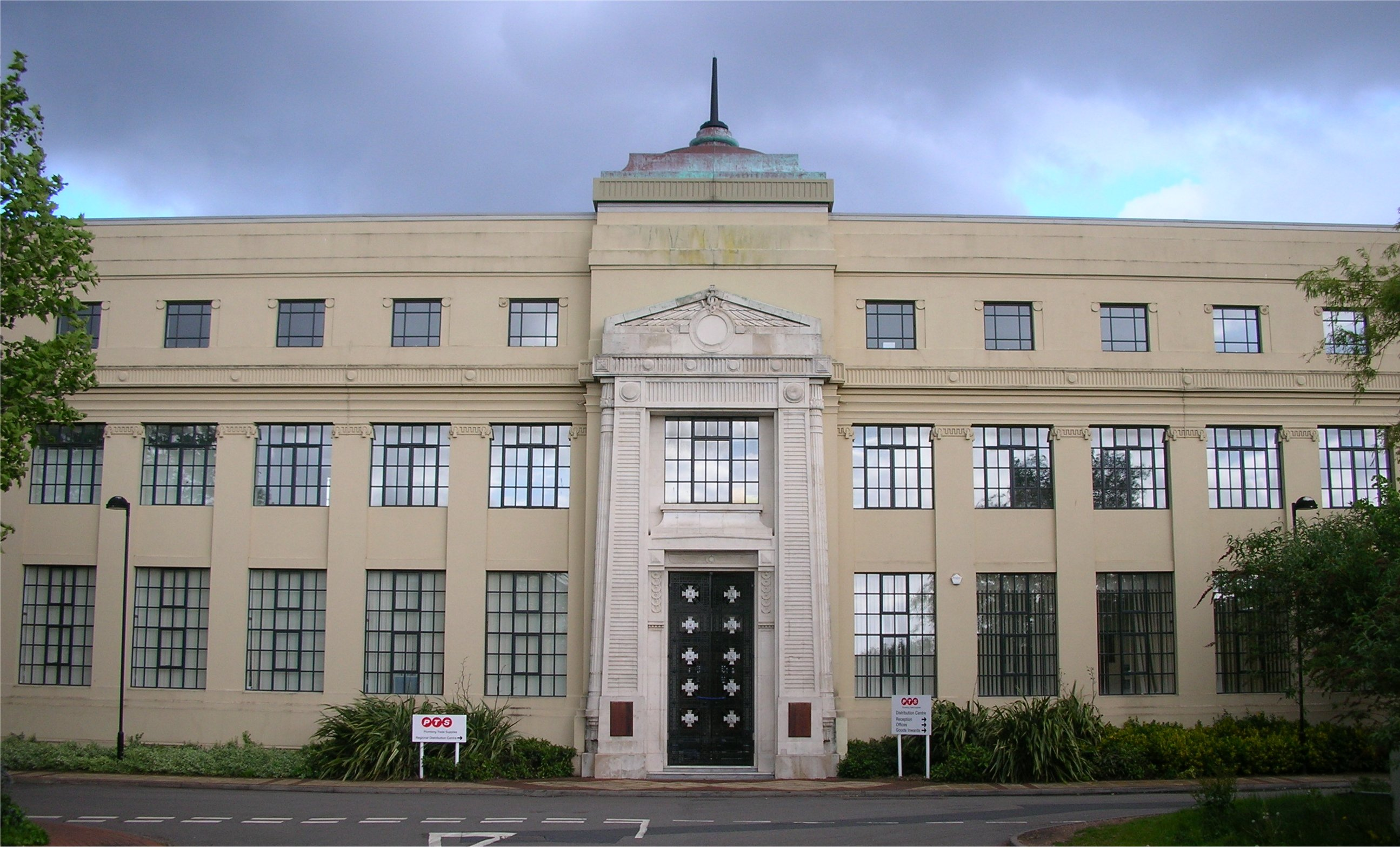
岩崎かおりが務めていたゼネラル・エレクトリック

岩崎 かおり（いわさき かおり、9月24日）は、日本の女性アートコレクター、アートプロモーター、アートアドバイザー、資産アドバイザー。『THE ART』代表取締役社長。『一般社団法人文化芸術経済振興機構』理事。

## 経歴
愛媛県生まれ。アートコレクター（大作を中心に所有：250点、海外アートフェアの参加：約15年間）。
アート鑑賞と旅行が趣味の両親のもとで育ち、幼少のころから印象派などの近代美術や古典の名作を鑑賞するのが趣味だった。現代アートとの出合いは大学時代に訪れたパリのポンピドゥー・センターで、ダイナミックな立体作品や素材の意外性などに、これまで使っていなかった脳や想像力が働くような感覚を覚えた。大学院修士課程においてモノづくりの経営学を学ぶ。次第にアートコレクターとなり、世界中のアートフェアやギャラリーに足を運ぶなかで、世界のアート関係者とつながっていく。そこから日本の市場と世界の市場の格差を痛感。日本のアート界はもっと活性化する余地が大きい国であると強く感じる。金融機関に勤める一方で、休暇を活用し海外のアートフェアに通い続けた。数字の金融と感性のアートという対極の世界だが、自分にとってはバランスが良くアートは自分らしさを取り戻させてくれる存在だった。
2003年（平成15年）からイギリスに移住。日本GE（ゼネラル・エレクトリック）に就職する。2011年（平成23年）からSMBC日興証券に転職。
2014年（平成26年）Master of Technology（経営学修士）を取得。
同年 CITI BANK（シティバンク銀行）に転職。（2015年～、SMBC信託銀行に社名変更）2018年（平成30年）12月、行内にてアートクラブを発足する。2019年（令和元年）3月、アート企画推進を新規立ち上げる。同年9月、国内銀行初の取り組みとなる現代アートを展示する「アートブランチ」を日本橋支店にてリリース。名和晃平を始めとする、世界で活躍する将来性の高い多くの若手作家の作品を店内に展示する。来客者の満足度向上と多数のメディア露出によりSMBC信託銀行のブランディング向上と日本アート会活性化に寄与した。国内金融初の試みとなる支店になる。2020年（令和2年）12月、SMBC信託銀行を退職。
2021年（令和3年）2月から『一般社団法人文化芸術経済振興機構』理事に就任する。同年3月から『株式会社THE ART』（所在：恵比寿ガーデンプレイスタワー18階）を始動。CEO & Founderに就任する。同年11月に『2021 Japan Women's Collection』準グランプリに輝く。
現在は、文化庁主催のシンポジウムにてパネリストと参加するなど日本アート市場の活性のため精力的に活動。社会に現代アートを普及・導入することに努め、将来性の高い若手をサポート。

## 人物
- 趣味はアート鑑賞、旅行、ヨガ、ランニング[6]
- 好きな言葉は「一期一会」「ワクワクする面白いことをビジネスに」「笑う門には福来たる」[12]
- SMBC信託銀行 事業調査部に配属された頃、融資の注目先として「画廊業界」を採り上げる。レポートを書いたことが一瞬でボツになり「日本ではまだまだアートが資産として認められない」と痛感。その後、副社長の野田浩一はForbesのインタビューで「こんな人（岩崎かおり）がなんで銀行にいるのだろうかと思いましたね。アートに詳しいだけでなくギャラリーや美術界とのネットワークもある。こんな貴重な人材がいるならその人を活用しない手はないと人事に掛け合って商品を企画する部に配属しました。」と[3]。
- 中学時代はソフトボール部で全国大会に出場するスポーツ選手だった[6]。

## アートコレクターの顔
- アートを所有する良さは毎日見られること。ひとつの作品でも、日によって見え方が違うし元気をもらえたりもする。アートを通して人々は価値観や社会課題を共有することもできる。現代アートの場合、作家とコミュニケーションをとることで、より作品を知ることができる[3]。
- 最初に購入したのは2016年のアート・バーゼル香港で、名和晃平の《PixCell》シリーズ。「日本の伝統楽器である琵琶と現代アートの組み合わせが美しく、ひと目惚れ。ご本人と会う前に即決しました。今は作家と会話してから購入していますが、会わずに決めた初めの出会いが良い作家で幸運でした。その後、名和さんはルーブル美術館での展示やパブリックアートの制作などでも快挙を遂げられ、その過程を拝見できたのも良い経験になっています」と[3]。
- かつて浮世絵など日本の多くの名作が海外に流出したことも踏まえ、今後は日本にアートの宝を残すことも重要だと考える。これから伸びていく将来性のある日本の作家をコレクトしていくことを望んでいる[3]。
- 現代アート作家の椿昇（京都造形芸術大学芸術学部美術工芸学科教授）との対談で自身のことをアートラバーだと公言する。「作家のことを知れば知るほど、その作品が生まれた背景や、その作品に込められた思いのようなものが見えてくる。もっともっと、その作家のことが知りたくなる。気がつけば、アートコレクターであり、アートラバーになっていた」と話した[13]。